# Softbol en los Juegos Asiáticos
El Softbol en los Juegos Asiáticos tuvo su primera aparición en la edición de 1990 en Beijing, China y se ha realizado en cada edición de los Juegos Asiáticos desde entonces.
Japón es el más ganador de la disciplina, aunque China está cerca.

## Ediciones anteriores
| Año  | Sede      |       | Final       | Final             | Final            |             | Tercer lugar    | Tercer lugar | Tercer lugar |
| Año  | Sede      | Oro   | Resultado   | Plata             | Bronce           | Resultado   | 4.º lugar       |              |              |
| 1990 | Beijing   | China | No playoffs | Japón             | China Taipéi     | No playoffs | Corea del Sur   |              |              |
| 1994 | Hiroshima | China | No playoffs | Japón             | China Taipéi     | No playoffs | Corea del Sur   |              |              |
| 1998 | Bangkok   | China | 5–0         | Japón             | China Taipéi     | No playoffs | Corea del Norte |              |              |
| 2002 | Busan     | Japón | Not held    | China China Tapéi | Plata compartida | No playoffs | Corea del Norte |              |              |
| 2006 | Doha      | Japón | 7–0 (F/5)   | China Taipéi      | China            | No playoffs | Corea del Norte |              |              |
| 2010 | Guangzhou | Japón | 2–0         | China             | China Taipéi     | No playoffs | Corea del Sur   |              |              |
| 2014 | Incheon   | Japón | 6–0         | China Taipéi      | China            | No playoffs | Filipinas       |              |              |

## Medallero
| #     | País               | Oro | Plata | Bronce | Total |
| ----- | ------------------ | --- | ----- | ------ | ----- |
| 1     | Japón              | 4   | 3     | 0      | 7     |
| 2     | China              | 3   | 2     | 2      | 7     |
| 3     | República de China | 0   | 3     | 4      | 7     |
| Total | Total              | 7   | 8     | 6      | 21    |